# Міхай Попов
Міхай Попов (1949) — молдовський державний і громадсько-політичний діяч. Дипломат.

## Біографія
Народився 1 жовтня 1949 року в селі Чобручіу Слободзійського району Молдова. У 1971 закінчив Кишиневський державний університет, філологічний факультет. Московську дипломатичну академію (1986). Доктор історичних наук.
З 1971 по 1973 — проходив службу в рядах Радянської армії.
З 1973 по 1983 — на комсомольській та партійній роботі в різних структурах ВЛКСМ і КПРС
З 1994 по 1997 — міністр закордонних справ Молдови.
З 1997 по 2002 —  Надзвичайний і Повноважний Посол Молдови в Парижі (Франція)
З 2003 — Надзвичайний і Повноважний Посол Молдови в Брюсселі (Бельгія) та за сумісництвом в Нідерландах, Данії і Люксембурзі.